# Ráday Imre
Ráday Imre (Budapest, 1905. szeptember 4. – Budapest, 1983. március 12.) magyar színművész, színházi rendező, főiskolai tanár, rádiós műsorvezető; az első Kazinczy-díjjal kitüntetett színész; Erdélyi Mici, majd Pápai Erzsi színésznők férje, Ráday Mihály operatőr-városvédő apja.

## Életpályája
Apja Fekete (Schwarz) Mór (1878–1941) pesti születésű hangszerkereskedő, anyja Kun Ilona varrónő volt. Édesanyját fiatalon elvesztette, apja ismét megnősült. Imádott rajzolni és festeni. 14 évesen megnyert egy pályázatot, amelyet fiatal rajzművészek számára írtak ki. Középiskolai tanulmányai után az Iparművészeti Főiskola hallgatója lett, esténként pedig egy neves festőművész iskolájában fejlesztette tovább rajztudását. Azonban érdeklődése nemsokára a színház felé fordult: beiratkozott Rózsahegyi Kálmán színiiskolájába, ahol 1923-ban végzett. Egy évre Székesfehérvárra szerződött. 1924-től 1926-ig a Kaposvári Csiky Gergely Színház tagja volt. 1926 és 1929 között Berlinben dolgozott, az UFA Filmgyár színészeként. Még Rózsahegyi Kálmán ajánlotta a Csárdáskirálynő Boni gróf szerepére. A három év alatt hét némafilmet forgattak le vele, többek között az ifj. Johann Strauss életét feldolgozó film főszerepét is. A Belvárosi Színháznak az 1929/1930-as évadban volt tagja, 1930 és 1935 között a Magyar Színházban és a Vígszínházban játszott. 

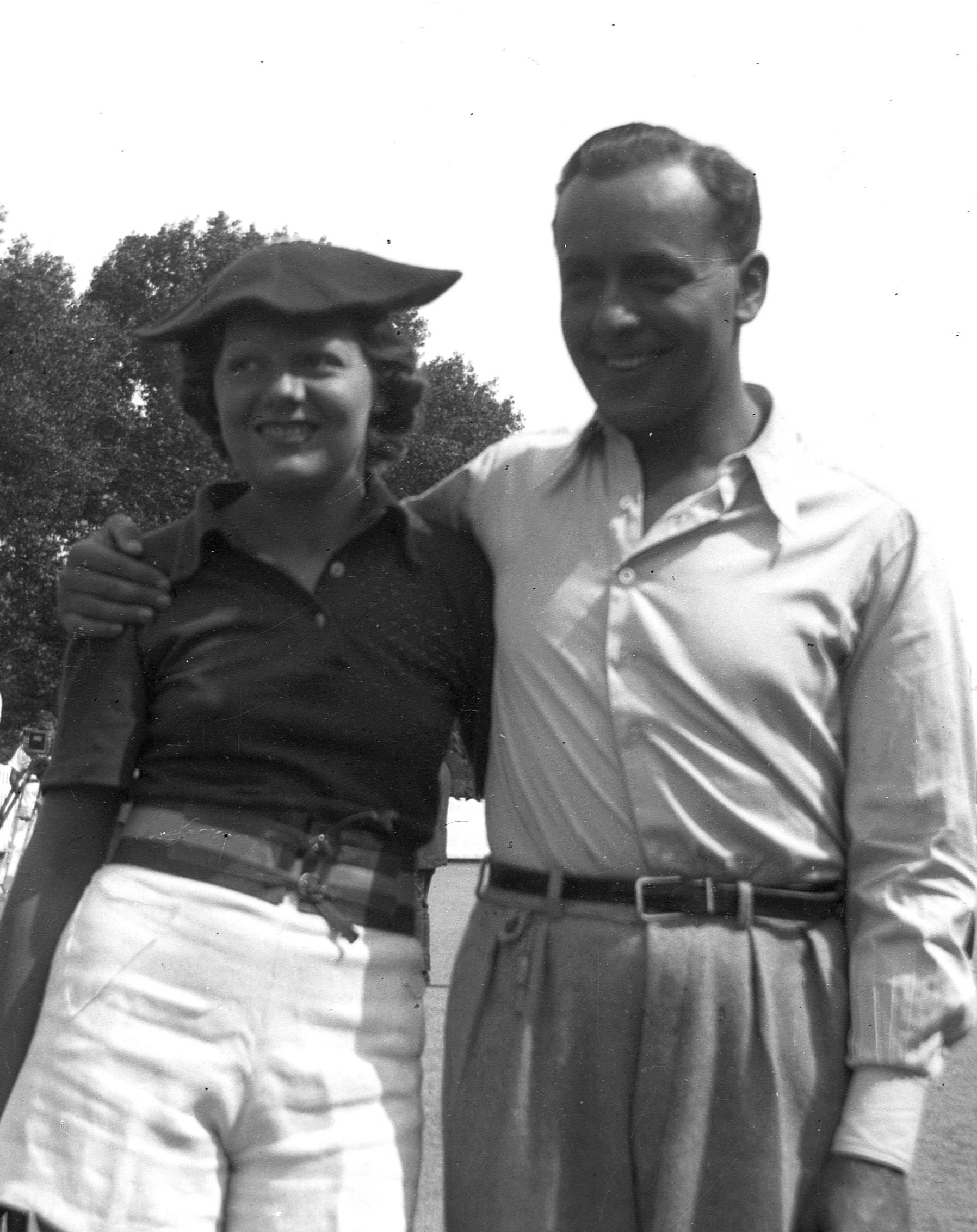
Erdélyi Micivel a balatonföldvári vasútállomáson, 1936-ban

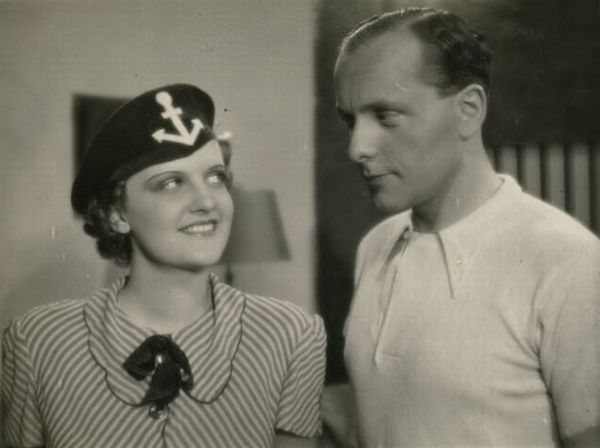
Tolnay Klárival a Tisztelet a kivételnek című filmben (1936)

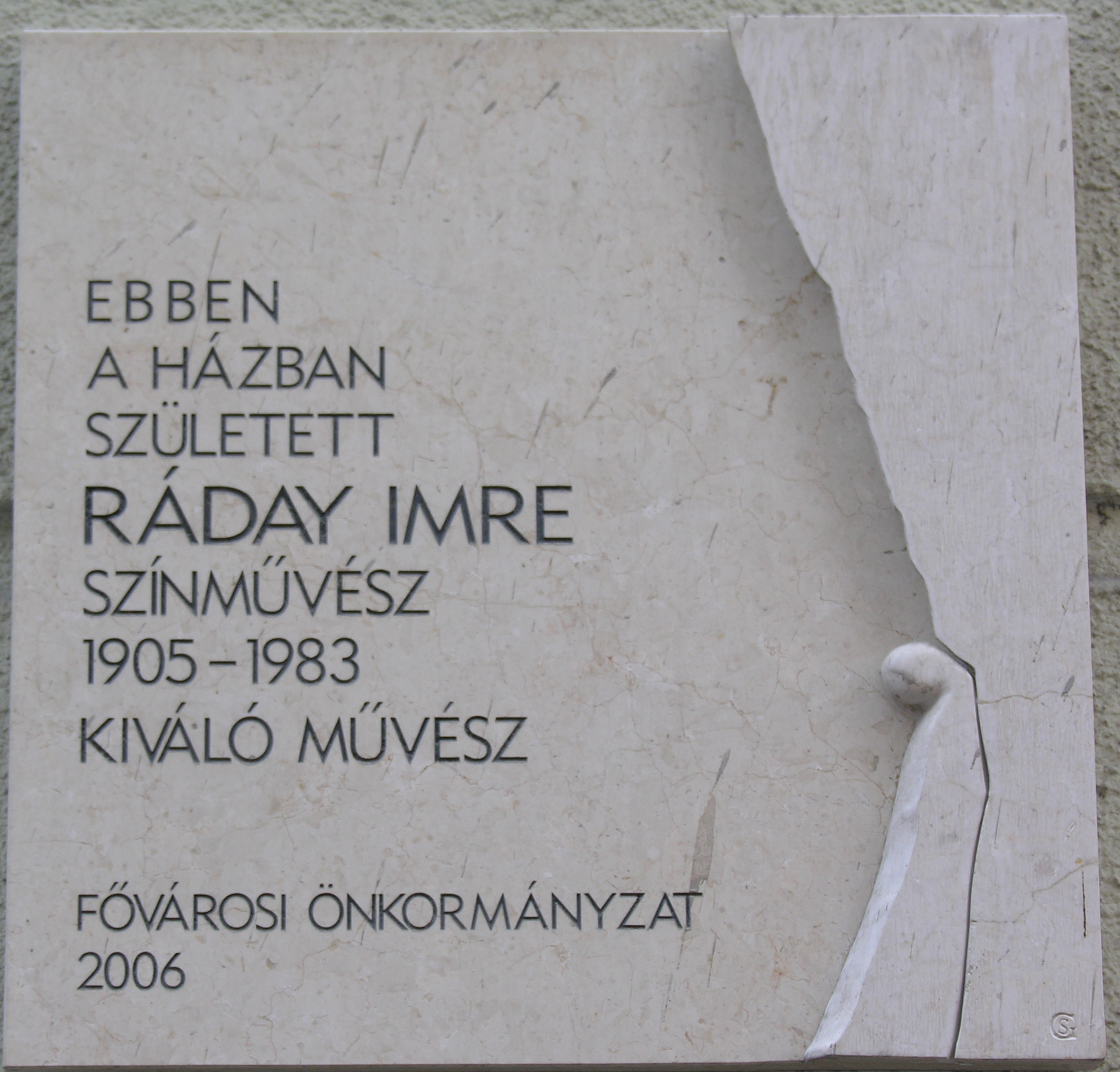
Ráday Imre emléktáblája szülőházán, a Ráday utca 14. szám alatt

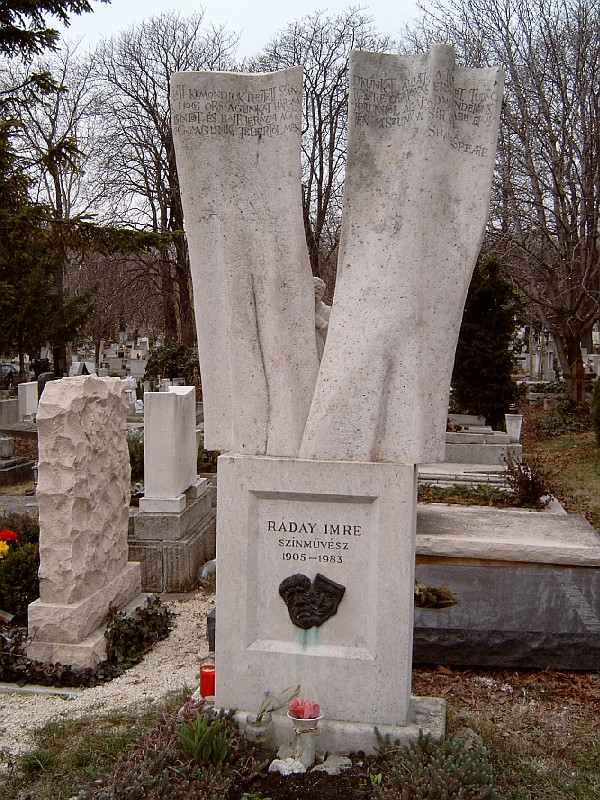
Ráday Imre sírja Budapesten. Farkasréti temető: 25-7-48. Kő Pál alkotása

1930. január 4-én Budapesten kötött házasságot Erdélyi Mici színésznővel, akinek Nóti Károly mutatta be még Berlinben. Házasságuk ideje alatt több filmben is együtt szerepeltek. Pl. az Az okos mamában, a Dunaparti randevúban illetve az 1937-es Szerelemből nősültemben. Ez a forgatás nem tett jót kapcsolatuknak, mert mire elérkezett a film premierje, addigra már el is váltak. 
1932-ben forgatták a Hunnia Filmgyárban a Csókolj meg édes című filmet, amelyben főszerepet kapott. Ez volt az első hangosfilmje. A második hangosfilmje az 1934-ben bemutatott Márciusi mese című film. A Vígszínházban 1935-től lépett fel 1939-ig. A Lovagias ügy filmbemutatója után tüntetés kezdődött, hogy tiltsák be a zsidó filmet. Ráday Imrét evangélikus vallásúnak keresztelték, de nagyszülei zsidó származására való hivatkozással rá is érvényesítették a „minősítő” szabályokat, akárcsak a hozzá hasonló emberek ezreire. 
1939 és 1945 között zsidó származása miatt ritkán játszhatott. A Zeneakadémián lépett fel búcsúzóul (külön engedéllyel, a letiltás után) egy irodalmi versösszeállítással, majd egy ismerőse segítségével Hollandiába távozott. Ott német nyelven játszotta szerepeit. 1941-ben azonban hazautazott Budapestre és itt bujkált a második világháború alatt. 1941. július 30-án feleségül vette Ferda Erzsébet Magdolnát, ismertebb nevén Ferda Manyit, aki divatszalont vezetett Budapesten. Később háziasszony, majd családanya lett, amikor megszületett első gyermekük, Ráday Mihály (1942), majd két évvel később Ráday András (1944). 
Színészként és rendezőként került a Nemzeti Színházhoz 1945-ben, ezzel egy időben tagja volt a Népvarietének is. A Pesti Színházban és a Vidám Színpadon 1950–51-ben, majd a Madách Színházban és a Magyar Néphadsereg Színházában játszott 1951 és 1953 között. A Színház- és Filmművészeti Főiskola tanára volt 1950-től 1956-ig. A szocialista kultúrpolitika miatt mellőzve volt a filmezésnél. 
1951-ben, 46 évesen kapott kisebb szerepet egy munkásdrámában, majd 1956-ban játszhatott újra a Dollárpapa című filmben, ahol alig lehetett felismerni. A hatvanas években több lehetőséget kapott. Az ötvenes évektől több rádiós műsora volt. 1957-től 1970-ig a József Attila Színház tagja volt, 1957-ben Karel Čapek: „A rabló” című rádióműsorban ő volt a Professzor. A Szabó család rádiós sorozatban is fontos szerepet kapott. 
Kisebbik fia, András 1959-ben, 15 éves korában agyi ciszta miatt meghalt. Halálát szülei sosem heverték ki, egy évvel később, 1960-ban feleségét is elveszítette. 1961-ben harmadszor is megnősült, Pápai Erzsi színésznőt vette feleségül. 1970-ben nyugdíjazták. Az 1970-es években fellépett a Thália Színházban, az 1980-as években pedig a Pesti Színházban. 
Játékfilmekben, tévéfilmekben és rádiójátékokban is szerepelt. Széles körű ismeretséget biztosított számára az 1953-tól, havonta sugárzott rádiójáték-sorozatban, Török Sándor: „Csilicsala csodái”-ban, a címszereplő varázslót alakította. Az ő nevéhez köthető tévéműsor-sorozat volt a hetvenes évek elején az Életet az éveknek. A hetente jelentkező adás a nyugdíjasoknak szólt, ő volt a műsorvezető és az összekötőszövegeket is maga írta.
Utolsó színházi fellépése a Thália Színházban Zsolt Béla: Erzsébetváros című darabjában volt, 1973-ban. A filmezést azonban még folytatta.
1983. március 12-én hunyt el Budapesten, sírja a Farkasréti temetőben található.

## Díjai, elismerései
- Érdemes művész (1959)
- Kazinczy-díj (1967)
- Kiváló művész (1969)

## Érdekességek
- Harmadik feleségével (Pápai Erzsi) közösen előadásokat tartottak Vers-Muzsika-Próza címmel.
- Halála előtt még leforgatta a Különös házasság című tévéfilmet.
- Első feleségével (Erdélyi Mici) közös filmjei: Az okos mama, Dunaparti randevú, az Édes bosszú, a Szerelemből nősültem és a Tizenhárom kislány mosolyog az égre.
- Fia, Ráday Mihály operatőr, városvédő, az Unokáink sem fogják látni… szerkesztője, a Budapesti Városvédő Egyesület elnöke. Menye Ruttka Andrea, három unokája van.

## Színpadi szerepei
- 1929 – Bernard, T.: Jónás, Juci, János (János szerepében ~ Belvárosi Színház)
- 1929 – Hunyady Sándor: Júliusi éjszaka (A vőlegény szerepében ~ Vígszínház)
- 1929 – Lakatos L.: Tizennyolcévesek (Tóth István szerepében ~ Belvárosi Színház)
- 1929 – Farkas Imre: Gyár (Újságíró szerepében ~ Belvárosi Színház)
- 1930 – Török Rezső: Jutka (A fiú szerepében ~ Andrássy úti Színház)
- 1930 – Conners, Berry: Fruska (Tony Andersen szerepében ~ Belvárosi Színház)
- 1930 – Nadányi Zoltán: Az ajtó (Lendvay Tamás szerepében ~ Magyar Színház)
- 1930 – Hasenclever, W.: Napoleon rendet csinál (Filmrendező szerepében ~ Belvárosi Színház)
- 1930 – Savoir, A.: Kis Katalin (Péter nagyherceg szerepében ~ Magyar Színház)
- 1930 – Heltai-Szirmai: Naftalin (Laboda Péter szerepében ~ Belvárosi Színház)
- 1930 – Birebeau, A.: Volt-nincs (Pierre Haquet szerepében ~ Belvárosi Színház)
- 1930 – Török Rezső: Bella nagysád (Dr. Kedves Zoltán szerepében ~ Andrássy úti Színház)
- 1930 – Bourdet, E.: A gyönge nem (Jimmy szerepében ~ Magyar Színház)
- 1930 – Fodor L.: A templom egere (Feri szerepében ~ Belvárosi Színház)
- 1931 – Conners, B.: Égből pottyant férj (Perry Morrison szerepében ~ Belvárosi Színház)
- 1931, 1948 – Lengyel Menyhért: Tihamér (Beretvás szerepében ~ 1931 Andrássy úti Színház, 1948 Pódium Kabaré)
- 1931 – Vaszary János (színművész): Rád bízom a feleségem (Bill szerepében~Magyar Színház)
- 1931 – Bús-Fekete László: A hálás kis nő (Tonny szerepében ~ Andrássy úti Színház)
- 1931 – Serafin, Qu. és Alvares J.: Amit az asszonyok akarnak (Adolfo szerepében ~ Magyar Színház)
- 1931 – Pagnol, Marcel: Máriusz (Máriusz szerepében ~ Belvárosi Színház)
- 1932 – Zágon István: Dzsimbi (Szemerédy szerepében ~ Magyar Színház)
- 1932 – Noe, I.: Teddy és partnere (A fiú szerepében ~ Teréz körúti Színház, Budai Színkör)
- 1932 – Majorossy T.: Csókprofesszor (Tomy szerepében ~ Magyar Színház)
- 1932 – Bónyi A.: Egy kis senki (Ulrik Pál szerepében ~ Belvárosi Színház)
- 1932 – Molnár Ferenc: Családi idill (Vili szerepében ~ Magyar Színház)
- 1932 – Noël Coward: Mézeshetek (Viktor szerepében ~ Andrássy úti Színház)
- 1932 – Molnár Ferenc: Valaki (Robert szerepében ~ Belvárosi Színház)
- 1932 – Berr-Verneuil-Benatzky: Exhercegnő (R. Fleuriot szerepében ~ Andrássy úti Színház)
- 1932 – Andai Ernő: Aranyfüst (Imre szerepében ~ Belvárosi Színház)
- 1932 – Baum, V.: Szépség vására (Pixi szerepében ~ Belvárosi Színház)
- 1932 – Geyer, S.-Frank, P.: Ecet és olaj (Géza szerepében ~ Andrássy úti Színház)
- 1933 – Lengyel Menyhért: Pintyőke (Joe szerepében ~ Magyar Színház)
- 1933 – Boross E.: Tisztelet a kivételnek (Dr. Julien E. szerepében ~ Andrássy úti Színház)
- 1933 – Sheldon, E.: Éjféltől hajnalig (José Maréno szerepében ~ Magyar Színház)
- 1933 – Fodor L.: Rulett (Péter szerepében ~ Magyar Színház)
- 1933 – Sil-Vara: Egy királynő leánykora (Albert herceg szerepében ~ Magyar Színház)
- 1933 – Halász-Eisemann: Egy csók és más semmi (Péter szerepében ~ Magyar Színház)
- 1933 – Zilahy Lajos: A tizenkettedik óra (István szerepében ~ Magyar Színház)
- 1933 – Dosztojevszkij-Baty, G.: Bűn és bűnhődés (Razumihin szerepében ~ Magyar Színház)
- 1934 – Faragó S.: Barlangvasút (Sándor szerepében ~ Magyar Színház)
- 1934 – Ábrahám Pál: Bál a Savoyban (C. Fremont szerepében ~ Magyar Színház)
- 1934 – Praxi, R.: Hölgyeim, elég volt (Grochard szerepében ~ Fővárosi Operettszínház)
- 1934 – Zsolt Béla: A párizsi vonat (Letemen Leo szerepében ~ Magyar Színház)
- 1934 – Vadnai L.: Tisztelt ház (Takács képviselő szerepében ~ Magyar Színház)
- 1934 – Vaszary János: Ma éjjel szabad vagyok (Péter szerepében ~ Andrássy úti Színház)
- 1934 – Letraz: Szerencsemalac (André szerepében ~ Teréz körúti Színház)
- 1935 – Bús-Fekete László: Szerelemből elégtelen (Szeder szerepében ~ Vígszínház)
- 1935 – Bardé-Christné: Leányálom (Oliver szerepében ~ Andrássy úti Színház)
- 1935 – Hunyady Sándor: Lovagias ügy (Pali szerepében ~ Vígszínház)
- 1935 – Molnár Ferenc : Nagy szerelem (Ivan szerepében ~ Vígszínház)
- 1935 – Bourdet: Nem olyan időket élünk (Bob Laroche szerepében ~ Vígszínház)
- 1935 – Duvernois: Egyszer vagyunk fiatalok (Bob szerepében ~ Andrássy úti Színház)
- 1935 – Lakatos L.: A királyné (Aragon szerepében~Vígszínház)
- 1936 – Molnár Ferenc: Csoda a helyek között (Simon szerepében ~ Vígszínház)
- 1936 – Fodor L.: Társasjáték (Pista szerepében ~ Vígszínház)
- 1936 – Amiel: A virágzó asszonyok (Pierre Vidal szerepében ~ Pesti Színház)
- 1936 – Csathó K.: Az én lányom nem olyan (Sándor szerepében ~ Vígszínház)
- 1936 – Smith: Az első tavasz (Frank Haine szerepében ~ Vígszínház)
- 1936 – Hatvany Lajos–Hunyady Sándor: Kilencágú korona (Ungvár S. Leo szerepében ~ Pesti Színház)
- 1936 – Földes: Nem adok hozományt (György szerepében ~ Vígszínház)
- 1937 – Bús-Fekete László: János (János szerepében ~ Vígszínház)
- 1937 – Bernstein: Kéjutazás (Gaston szerepében ~ Pesti Színház)
- 1937 – László Miklós: Illatszertár (Asztalos úr szerepében ~ Pesti Színház)
- 1938 – Bourdet: Fehér és fekete (Marcel szerepében ~ Vígszínház)
- 1938 – Fodor L.: Hajnali vendég (Niki szerepében ~ Vígszínház)
- 1938 – Benedetti: Félperces szerelem (Piero szerepében ~ Belvárosi Színház)
- 1938, 1946 – Geyer–Katschner: Gyertyafénynél (Gaston szerepében~1938 – Royal Színház, 1946 – Fővárosi Operettszínház)
- 1938, 1947 – Hetter–Engler: Megsértették a minisztériumot (Robert Vernon szerepében~1938 – Teréz körúti Színház, 1947 – Medgyasszay Színház)
- 1938, 1946 – Deval: Francia szobalány (Eric szerepében~1938 – Vígszínház, 1946 – Fővárosi Operettszínház)
- 1938 – Smith: Öregek és fiatalok (Nicky szerepében ~ Vígszínház)
- 1938 – Geirge Bernard Shaw: Az orvos dilemmája (Louis Dubedat szerepében ~ Vígszínház)
- 1939 – Hunyady Sándor: Havasi napsütés (Tréner szerepében ~ Vígszínház)
- 1939 – Békeffy-Stella: Az Angol Bank nem fizet (Pesti Színház)
- 1939 – Éri-Halász: A tetovált nő (Ormay szerepében ~ Vígszínház)
- 1939 – Zágon István: Márciusi szél (Johny szerepében ~ Vígszínház)
- 1945 – Jean Cocteau: Szent szörnyetegek (Florent szerepében ~ Nemzeti Kamara)
- 1946 – Gádor Béla: Részeg éjszaka (Lajos szerepében ~ Magyar Színház)
- 1946 – Werfel, Franz: Jakobovszki és az ezredes (Jakobovszki szerepében~Belvárosi Színház)
- 1946 – Vaszary János: Őszinteség (Tamás szerepében~Pesti Színház)
- 1947 – Vidám esték, Szilveszterkor (Vígszínház)
- 1947 – Tidmark-Betterton: Viharos nászéjszaka (F. Betterton szerepében~Medgyasszay Színház)
- 1947 – Noël Coward: Vidám kísértet (Charles szerepében~Magyar Színház)
- 1947 – Gádor Béla: Urak, költők, gyilkosok (Jack Withney szerepében~Művész Színház)
- 1948 – Petrovics B.: Egy kis lélektan (Fővárosi Operettszínház)
- 1948 – Nádassy L.: Komikusok munkaversenye (Zeneakadémia)
- 1948 – Örkény I.-Gyárfás: Különös házasság (Pereviczky szerepében~Pesti Színház)
- 1948 – Priestley, John B.: Ádám és Éva (William szerepében~Belvárosi Színház)
- 1949 – Schöntan-Kellér: A szabin nők elrablása (Bányai szerepében~Pesti Színház)
- 1949 – Razikin-Dunajevszkij: Filmcsillag (Lonja bácsi szerepében~Vidám Színház)
- 1949 – Molière: Gömböc úr (Vidám Színház)
- 1950 – Csiky Gergely: Ingyenélők (Zátonyi Bence szerepében~Vidám Színház)
- 1950 – Szurov: Vadnyugat (Szerelő szerepében~Vidám Színház)
- 1951 – Caragiale: Zűrzavaros éjszaka (Ionescu szerepében~Vidám Színház)
- 1951 – Romasov: Égő híd (Sztricsakov szerepében~Madách Színház)
- 1951 – Wydrzynszki: Klementina asszony szalonja (Hiláry szerepében~Vidám Színház)
- 1951 – Szurov: Hajnal Moszkva felett (Sztyepanyám szerepében~Madách Színház)
- 1952, 1954, 1966 – Dosztojevszkij: Farkasok és bárányok (1952 és 1954-Linyájev szerepében~Madách Színház, 1966-Csugunov szerepében~József Attila Színház)
- 1952 – Tabi László: A piros sapkás lány (Radóczy szerepében~Madách Színház)
- 1953 – Kron: A halott völgy (Moritz szerepében~Madách Színház)
- 1953 – Benedek A. – Karinthy Ferenc: A körtélyesi csíny (Kovinyi szerepében~Madách Színház)
- 1953 – Hubay Miklós: Egy magyar nyár (Cink Ervin szerepében~Madách Színház)
- 1955 – Leonov: A jelentéktelen ember (Szvekockin szerepében~Magyar Néphadsereg (Víg) Színháza)
- 1955 – Csehov, A. P.: Sirály (Trigorin szerepében~Magyar Néphadsereg (Víg) Színháza)
- 1955 – Bogolovszkij-Szolodar: Nyári kaland (Ripcov szerepében~Majakovszkij (szabadtéri) Színház)
- 1955 – Sólyom László: Holnapra kiderül (Lontay Gáspár szerepében~Magyar Néphadsereg (Víg) Színháza)
- 1957 – Fejér I.-Kállay I.: Irány Caracas (Barta Béla szerepében~József Attila Színház)
- 1957 – Marc-Sauvajon: Szép kis família (Legrand szerepében~József Attila Színház)
- 1957 – Callegari: A megperzselt lányok (Gino szerepében~József Attila Színház)
- 1957 – Sardou-Najac-Hevesi S.: Váljunk el! (Des Prunelles szerepében~József Attila Színház)
- 1958 – Fényes Szabolcs: Ibusz kisasszony (Bán Ervin szerepében~Majakovszkij (szabadtéri) Színház)
- 1958 – Karel Čapek: Emilia Marty titka (Dr. Kolenaty szerepében~József Attila Színház)
- 1958 – Kállai István: Kötéltánc (Zalai Sándor szerepében~József Attila Színház)
- 1958 – Kállai István: Ugorj ki az ablakon (Szekeres I. szerepében~József Attila Színház)
- 1959 – Dumas-Planchon: A három testőr (Richelieu szerepében~József Attila Színház)
- 1960 – Sanzon a divat (Bartók Terem)
- 1960 – Fehér Klára: Kevés a férfi (Ferenc Gábor szerepében~Jókai Színház)
- 1961 – Gozzi-Schiller: Turandot hercegnő (Altoum szerepében~József Attila Színház)
- 1961 – Rozov, Viktor: Udvarol a gyerek (Tyihon bácsi szerepében~József Attila Színház)
- 1961 – Kállai István: Az igazság házhoz jön (A nyomozó szerepében~József Attila Színház)
- 1962 – Irwin Shaw: Szelíd emberek (Jonah Goodman szerepében~József Attila Színház)
- 1962 – Kállai István: Férjek a küszöbön (Kolláth Géza szerepében~József Attila Színház)
- 1963 – Osztrovszkij: A hozomány nélküli menyasszony (Knurov szerepében~József Attila Színház)
- 1963 – Priestley: Mr. Kettle és Mrs. Moon botrányos esete (G. Kettle szerepében~József Attila Színház)
- 1964 – Berkesi András: Villa Bécs mellett (Csendes Flórián szerepében~József Attila Színház)
- 1964 – Osztrovszkij: Az utolsó áldozat (F. Fedelucs szerepében~József Attila Színház)
- 1964 – Bulgakov: Fehér karácsony (Alexej Turbin szerepében~József Attila Színház)
- 1965 – Gyárfás Miklós: Egérút (Orbók István szerepében~József Attila Színház)
- 1966 – Kállai István: Csodabogár (Major Bálint szerepében~József Attila Színház)
- 1966 – Anouilh, Jean: A barlang (A szerző szerepében~József Attila Színház)
- 1966 – Róna T.-Litványi K.-Romhányi J.: Nyugalom, a helyzet változatlan (Vidám Színpad)
- 1967 – Rozov: Ketten az úton (Apa szerepében~József Attila Színház)
- 1967 – Mesterházi Lajos: Férfikor (Rendőrkapitány szerepében~József Attila Színház)
- 1967 – Németh László: A Nagy család (Szilasi tanár úr szerepében~József Attila Színház)
- 1968 – Koppányi György: Neveletlen őrjárat (Bence szerepében~József Attila Színház)
- 1968 – Berkesi András: Thomson kapitány (Schumann szerepében~József Attila Színház)
- 1968 – Gavault-Charvay: Valami mindig közbejön (Lescalopier szerepében~József Attila Színház)
- 1969 – Divina Bürónia (Irodalmi Színpad)
- 1970 – George Bernard Shaw: Candida (Morell tiszteletes szerepében~Szegedi Nemzeti)
- 1973 – Zsolt Béla: Erzsébetváros (Kardos szerepében~Thália Színház)
- 1974 – Thália Kabaré (Thália Színház)
- 1980 – Gyurkovics Tibor: Isten bokrétája (Lázár Jenő szerepében~Pesti Színház[8]

## Rendezései
- Katscher: Gyertyafénykeringő
- Cocteau: Szent szörnyetegek
- Gorkij: Kispolgárok
- France: Történet egy szerencsés emberről
- Oscar Wilde: Bunbury
- Callegari: Megperzselt lányok

## Filmjei

### Német némafilmek
- Am Rande der Welt / A világ szélén (1927)
- Asszony a szekrényben (1927)
- Die Czardasfürstin / Csárdáskirálynő (1927) német/magyar
- Überfall (1928)
- Der Kampf des Donald Westhof / Donald Westhof harca (1927)
- Der Walzerkönig / Ma Strauss játszik (1928)
- Frauenarzt Dr. Schäfer / Dr. Schäfer nőorvos (1928)
- Egy kis előleg a boldogsághoz (1929)
- Der Weg durch die Nacht / Út az éjszakán át (1929)

### Magyar játékfilmek
| - Csókolj meg, édes! (1932) - Márciusi mese (1934) - Az okos mama (1935) - Barátságos arcot kérek (1935) - Címzett ismeretlen (1935) - Dunaparti randevú (1936) - Évforduló (1936) - Pókháló (1936) - Légy jó mindhalálig (1936) - Tisztelet a kivételnek (1937) - A kölcsönkért kastély (1937) - Az én lányom nem olyan (1937) - Édes a bosszú (1937) - Szerelemből nősültem (1937) - Lovagias ügy (1937) - Tizenhárom kislány mosolyog az égre (1938) - A hölgy egy kissé bogaras (1938) - Te csak pipálj, Ladányi! (1938) - Teljes gőzzel (1951) | - Dollárpapa (1956) - Felfelé a lejtőn (1959) - Rangon alul (1960) - Hosszú út hazáig (1960) - Házasságból elégséges (1960) - Mindenki ártatlan? (1961) - Puskák és galambok (1961) - Alba Regia (1961) - Hurrá nyaralunk! (1962) - Miért rosszak a magyar filmek? (1964) - Fény a redőny mögött (1965) - Nem szoktam hazudni (1966) - Falak (1968) - Lila ákác (1973) - Keménykalap és krumpliorr (1974) - Déryné, hol van? (1975) - Kísértet Lublón (1976) - Angi Vera (1979) |

### Tévéfilmek
| - Csak férfiaknak (1960) - Házasságok a földön köttetnek (1962) - A tőr (1963) - Nagymama (1964) - Délután ötkor (1965) - Oly korban éltünk 1–5. (1966–1967) - Máglyák Firenzében (1967) - Plusz 1 fő (1968) - Szende szélhámosok (1968) - A holtak visszajárnak (1968) - Zápor próba után (1968) - Család ellen nincs orvosság (1969) - Holnap reggel (1969) - Ne a gyerek előtt (1970) - Nyomozók társasága (1970) - Sötétkamra (1973) - Hegynek fel (1973) - Ejnye Cecília! (1973) - Keménykalap és krumpliorr 1–4. (1974) - Ki vágta fejbe Hudák elvtársat? (1974) | - Nász a hegyen (1974) - Tisztesség mindenáron (1975) - Tudós nők (1975) - Hol van az a nyár? (1976) - Fél penny (1975) - Fortélyos asszonyok (1976) - Második otthonunk az áruház (1977) - Abszolút fehér történetek (1977) - Néró és a VII. A (1977) - Második otthonunk: az SZTK (1978) - Családi kör 37. (1977) - Memento-Nürnberg, 1946 (1978) - Szólítsák be a tanút! (1978) - Ady-novellák (1978) - Földünk és vidéke (1978) - Vakáció a halott utcában (1979) - Mese az ágrólszakadt Igricről (1980) - Bambini di Praga (1982) - Fekete császár 1–2. (1983) - Különös házasság 1–4. (1983) (Ráday Imre hangja: Benkő Gyula) |

### Portré
- Portréfilm (tévé): Mestersége színész: Ráday Imre (1982) (rendező: Török Ilona)

## Hangjátékok
- Harsányi Gréte és Pálossy Éva: A jó nagybácsi (1936)
- Az oroszlánszelidítő (1948)
- Valentin Katajev: Egy nap az üdülőben (1949)
- Asemov, Dragomir: Határszélen (1951)
- Szász Péter: Zúg a folyó (1951)
- Baróti Géza: Forró föld (1952)
- Iványi György: Uszályhajó (1952)
- Lontai László: Johanna újra itt van (1952)
- Lontai László: Kain (1952)
- Vajda István: Vak vágányon (1952)
- Kazakevics: Csillag (1955)
- Hasek: A Safranek-hagyaték (1958)
- Rentzsch, Gerhard: Biztonság: oké! (1961)
- Friedrich Dürrenmatt: Herkules és Augiász istállója (1962)
- Opitz, Karlludvig: A bomba (1962)
- Jules Verne: A Begum 500 milliója (1962)
- Erich Kästner: Három ember a hóban (1963)
- Fodor Ilona: A Lánchídtól a Nagykörútig (1963)
- Ingeborg Bachmann: A tücskök (1963)
- Ambrus Zoltán: Kultúra füzértánccal (1964)
- Dino Buzzati: Hét emelet (1964)
- Csop, Karel: Egy ember, akit figyelnek (1964)
- Goll, Joachim: Egy kis házimuzsika (1964)
- Nagy életek tanúi – beszélgetés Kosztolányi Dezsőnével (1964)
- Róna Tibor: Húsz éven felülieknek (1964)
- Solymosi Ottó: Autó az iskola előtt (1964)
- Thackeray: A hiúság vására (1964)
- Jozef és Karel Čapek: A rovarok életéből (1965)
- Gáspár Margit: Egyedül a toronyban (1965)
- Sok a szöveg (1966)
- Szomory Dezső: Botrány az Ingeborg-hangversenyen (1966)
- Caroll, Lewis: Alice csodaországban (1967)
- Friedrich Dürrenmatt: A szamár árnyéka (1967)
- Mikszáth Kálmán: A két koldusdiák (1967)
- Alexandre Dumas: Olifus apó házasságai (1968)
- Donald Honig: Mibe kerül 500000 dollár? (1968)
- Gyárfás Miklós: Tanuljunk könnyen és gyorsan drámát írni! (1968)
- Kamaszi zsongás… (1968)
- Kaposy Miklós-Mike Klári: A sanzon Magyarországon (1968)
- László Anna: Egy keresztespók tapasztalatai (1968)
- Az emlékmű (1969)
- Gáspár Margit: Memento (1969)
- Karinthy Frigyes: Lepketánc (1969)
- Kopányi György: Idézés elhunytaknak (1969)
- Névaparti muzsikusok – Epizódok Pétervár zenei múltjából (1969)
- Sós György: Aranycsont (1969)
- Szakonyi Károly: Ki beszél? (1970)
- Hegedüs Géza: Szemiramisz szerelme (1971)
- A könyv komédiája - szatírikus műsor Ráth-Végh István írásaiból (1971)
- Történet a szerelemről és a halálról (1971)
- Theodor Weissenborn: Hősi példa (1971)
- Hubay Miklós: Kalóz (1972)
- Jókai Anna: Általános foglalkoztató (1973)
- Karinthy Frigyes: E korban, melynek mérlege hamis (1973)
- Karinthy Frigyes: Megélek a levegőből (1973)
- Karinthy Frigyes: Minden másképp van (1973)
- Karinthy Frigyes: Kiáltvány (1973)
- Karinthy Frigyes: Hannibál és társai (1974)
- Karinthy Frigyes: Mennyei riport (1974)
- René de Obaldia: A vak könnyei (1974)
- White, Robin: Katonák (1974)
- Mándy Iván: Tárgyak (1975)
- Urbán Gyula: Röffencs, az irigy perselymalac (1975)
- Wolfgang Borchert: Az ajtón kívül (1975)
- László Anna: Megmérettél (1976)
- Forgács István: Papírhold (1976)
- Eötvös József: Éljen az egyenlőség! (1977)
- Tolsztoj, Lev: Anna Karenina (1977)
- Zoltán Péter: Picasso (1977)
- Erich Knight: Gyere haza, Lassie! (1978)
- Gádor Béla: "Úgy hírlik, meghaltam" (1978)
- Ismeretlen ismerősök - Hunyady Sándor (1978)
- Moldova György: Mese az írógépről és a hegedűről (1979)
- Csiky Gergely: Paraziták (1980)
- Moldova György: Lopni tudni kell (1980)
- Tolnai Lajos: Polgármester úr (1980)
- Vries, Theun de: Spinoza (1980)
- Földes Imre: A hivatalnok urak (1981)
- Iván Radoev: Az emberevő (1982)
- Hegedűs Tibor: Találkozás a Hitchcock-klubban (1984)
- Rozewicz, Tadeusz: Az éhezőművész elmegy (1984)